# Zasada Millona
Zasada Millona, [Hg
2N]OH·2H
2O – nieorganiczny związek chemiczny rtęci na II stopniu utlenienia, powstający m.in. podczas reakcji tlenku rtęci(II) z wodą amoniakalną lub w wyniku zasadowej hydrolizy amidochlorku rtęci. Nazwa pochodzi od fizyka i chemika francuskiego Augusta Millona.
2HgO + NH
3 + H
2O → [Hg
2N]OH·2H
2O
Z kwasami tworzy sole zawierające kationy [NHg
2]+
, np.
- [Hg
2N]I – jodek zasady Millona (patrz: odczynnik Nesslera)
- [Hg
2N]NO
3 – azotan zasady Millona

Zasada Millona ma w stanie krystalicznym budowę pseudopolimeryczną. Atomy rtęci występują w hybrydyzacji sp, tworząc układy liniowe N−Hg−N, zaś atomy azotu posiadają hybrydyzację sp3 i co za tym idzie kąt wiązań Hg−N−Hg wynosi ok. 104°.  W rezultacie kryształy tego związku mają tetragonalny układ krystalograficzny, podobny do występującego w β-krystobalicie. Taką samą strukturę zachowuje też większość soli tej zasady. Wyjątkiem są tylko niektóre halogenki, np. bromek, który tworzy pseudopolimeryczny układ heksagonalny, rombowy, jednoskośny, zbliżony do tego jaki występuje w trydymicie.